# Sensor biomètric
Un sensor biomètric és un sensor destinat a mesurar uns paràmetres d'un individu, com per exemple l'impremta digital o l'iris. Les dades obtingudes s'utilitzen per a la identificació biomètrica d'un individu de forma automàtica. S'utilitza a costat d'altres sistemes com ara l'anàlisi d'imatges o de só mitjançant escàners vídeo o àudio, o encara la observació directe.
Tal sensor és un transductor que converteix informació biomètrica analògica en un signal numèric i l'envia al sistema d'identificació que mitjançant algorismes compara la informació continguda en la base de dades per verificar l'autenticitat. Tal sensor s'utilitza per captar paràmetres que són úniques i que no canvien gaire en el temps. L'exemple tipus és l'empremta digital que no canvia, ans al contrari del també únic timbre de la veu que canvia segons l'acústica ambient, malalties etc.
Tot i que els primers sensors biomètrics de reconeixement d'impremta digital es van desenvolupar des de la fi del segle xx, va trigar fins que es miniaturitzin i s'integrin en ordenadors, telèfons mòbis i tauletes i moltes altres aplicacions per reemplaçar el codi secret.